# Акита (град)
Акита (јап. 秋田市) град је у Јапану у префектури Акита. Према попису становништва из 2005. у граду је живело 333.047 становника.

## Географија
Акита има суптропску влажну климу с хладним, врло снежним, зимама, и врло топлим и влажним летима. Због свог положаја у близини обале Јапанског мора, прима пуно снега, изнад 409 цм по сезони, а акумулација снега јавља се углавном од децембра до марта. Киша је добро расподељена и значајна је током целе године, али је већа у другој половини.

## Становништво
Према подацима са пописа, у граду је 2005. године живело 333.047 становника.
| 1995.   | 2000.   | 2005.   |
| ------- | ------- | ------- |
| 331.597 | 336.646 | 333.047 |

## Градови пријатељи
- Ланжу
- Пасау
- Малабон Сити
- Кинај
- Сент Клауд
- Владивосток